# Vlastimil Třešňák
Vlastimil Třešňák (* 26. dubna 1950 Praha) je český folkový písničkář, spisovatel, výtvarník a fotograf.

## Životopis
Po absolvování povinné školní docházky působil v několika příležitostných zaměstnáních. V sedmdesátých letech zpíval a hrál po klubech, byl členem sdružení Šafrán. Po podepsání Charty 77 mu byla zakázána jakákoliv veřejná činnost. Živil se v dělnických profesích a angažoval se v disentu, zejména v Bytovém divadle Vlasty Chramostové.
Jeho aktivity systematicky likvidovala Státní bezpečnost. V rámci akce Asanace příslušník StB Josef Kafka zavedl brutální výslechy, při kterých Třešňáka pálil hořícími zápalkami na rukou, ve snaze donutit jej k emigraci. Což se podařilo.
V roce 1982 Třešňák emigroval do Švédska, později se přestěhoval do Německa. Po návratu do vlasti po pádu komunistického režimu podal na Kafku trestní oznámení, které po mnoha letech skončilo vynesením podmíněného trestu.
Po roce 1990 žije převážně v České republice.
Roku 2014 přispěl několika svými texty na album Fiat lux skupiny Stromboli.

## Dílo

### Diskografie
Jeho písňové texty a povídky vycházely v samizdatových edicích Expedice, popelnice, Petlice a Krameriova expedice
- Zakázaní zpěváci druhé kultury – spolu s Hutkou, Kubišovou a dalšími, 1979 exil
- Zeměměřič, 1979 exil
- Koh-i-noor, 1983 exil
- Koláž, 1995 nahráno s romskou kapelou
- Inventura, 2005
- Skopolamin, 2007
- Němý suflér, 2010
- Zeměměřič ATD./Nahrávky 1978, 2010 reedice a rozšíření
- Alter ego, 2013 – s Temporary Quintetem
- Alo Trio Band: Eponym, 2015
- Konvolut, 2017 – s Janem Štolbou a Temporary Quintetem
- Kiks, 2022
- Happy Hour, 2024[3]

### Literární tvorba
Ačkoliv je Třešňák známější jako hudebník, jeho literární tvorba je rozsáhlejší a významnější. Jeho vyprávění se tematicky a stylově hlásí k tradici Bohumila Hrabala, k beatnikům a k Jacku Kerouacovi.
- Jak to vidím já (1979, Köln: Index) – soubor povídek Dědo!, Rómulus a Rómus, Jeden den, který otřásl mnou a tři poetické texty (Lidé z metra, Svítá, Přeci)
- Babylon (1982, Köln: Index / 1991, Praha: Práce) – obsahuje prózy Vatikán, Babylon a Minimax
- Plonková sedmička: texty (1983, München: PmD - Poezie mimo Domov / 1998, Praha: Torst) – soubor písňových textů
- Bermudský trojúhelník (1986) - soubor povídek, kromě titulní též Ofsajd, Autoportrét, Rovnice o dvou neznámých, Oidipus na rohu a písňový text Sisyfos a Ahasver
- …a ostružinou pobíd koně (1988 München: Obrys/Kontur - Poezie mimo Domov / 1993, Praha: Torst) - próza
- To nejdůležitější o panu Moritzovi (1989, Köln: Index / 1991, Praha: Lidové noviny) - soubor povídek, kromě titulní též Oidipus na rohu a Ofsajd.
- Klíč je pod rohožkou (1995, Praha: Torst) – román inspirovaný fotografem a editorem "Bobem" Krčilem
- U jídla se nemluví (1996, Praha: Torst) – soubor povídek, kromě titulní též Dědo!, Rómulus a Rómus, Vatikán, Babylon, Minimax, Stuttgart Macbeth, Ofsajd a Oidipus na rohu
- Evangelium a ostružina (1999, Praha: Torst) – román obsahující a dále rozvíjející prózu …a ostružinou pobíd koně (1988)
- Domácí hosté (2000, Praha: Torst) – román
- 49 + jedna / 49 + One (2004) – výběr vlastních portrétů
- Melouch (2005, Praha: Torst) – román (ČRo Vltava: dramatizace Jiří Červenka, režie: Aleš Vrzák, interpret Ivan Řezáč)
- To je hezký, ne?: rozhovor s Vlastimilem Třešňákem (2007, spol. s Ondřejem Bezrem)
- The Vole – hraboš hrdina: z cyklu Konopných pohádek (2011, Praha: Galén)
- eNTé: 25 obrazů ze zákulisí (2018, Praha: Galén)